# Upajjhatthana Sutta
Upajjhatthana Sutta ("Przedmioty kontemplacji") to buddyjski tekst (Pali: sutta; Skt.: sutra) zawierający pięć przypomnień, dotyczących pięciu faktów związanych z kruchością życia i naszym prawdziwym dziedzictwem. Sutta mówi, że każdy powinien często wspominać te fakty. 
Zgodnie z tą suttą, kontemplacja tych faktów, wiedzie do porzucenia destrukcyjnych przywiązań i działań oraz do kultywacji czynników koniecznych do Oświecenia. Według słów spokrewnionego kanonicznego tekstu, pierwsze trzy przypomnienia, są dokładnie tymi samymi wglądami, które sprawiły, że Budda Gautama wyrzekł się swojego książęcego życia i został ascetą.

## Pięć przypomnień
Poniżej znajduje się polskie tłumaczenie i oryginalna, palijska wersja „Pięciu przypomnień”
| 1.Z pewnością stanę się stary. Nie mogę uniknąć starości. |  | Jarādhammomhi jaraṃ anati.... |
| 2. Z pewnością stanę się chory. Nie mogę uniknąć choroby. |  | Vyādhidhammomhi vyādhiṃ anati.... |
| 3. Z pewnością umrę. Nie mogę uniknąć śmierci |  | Maraṇadhammomhi maraṇaṃ anati.... |
| 4. Z pewnością zostanę oddzielony od tego co jest mi drogie I sprawiające przyjemność. |  | Sabbehi me piyehi manāpehi nānābhāvo vinābhāvo...                                                                                      |
| 5. Jestem właścicielem moich działań, spadkobiercą moich działań, działania są łonem (z którego powstałem), jestem związany z moimi działaniami, moje działania mnie wspierają. Jakiekolwiek działania wykonam, dobre czy złe, stanę się spadkobiercą tych działań. |  | Kammassakomhi kammadāyādo kammayoni kammabandhū kammapaṭisaraṇo yaṃ kammaṃ karissāmi kalyāṇaṃ vā pāpakaṃ vā tassa dāyādo bhavissāmī... |

Budda poradził: “Jest to pięć faktów, które powinno się często wspominać, niezależnie od tego czy jest się kobietą, mężczyzną, świeckim czy mnichem.”